# Кнауэр, Фридрих
Фридрих Кнауэр (нем. Friedrich Knauer; 31 марта 1850, Грац — 31 июля 1926) — австрийский зоолог.
Работал управляющим Зверинца и Вивариума в Вене. Научные исследования Кнауэра касались преимущественно биологии пресмыкающихся Европы. Среди его работ заслуживают особого внимания: «Die Amphibien und Reptilien Niederösterreichs» (1875); «Naturgeschichte der Lurche (Amphibiologie)» (Вена, 1878); «Die europäischen Kriechthiere und Lurche» (1881), и многие другие.